# Buslijn 45 (Amsterdam)
Buslijn 45 is een pendelbuslijn van het GVB die op een aantal dagen in 2019 en 2020, voor het eerst op 9 en 10 maart 2019 maar ook tijdens de gehele zomerdienst, pendeldiensten rijdt tussen Station Amsterdam Zuid en het busstation Amstelveen via de Buitenveldertselaan en Beneluxbaan ter vervanging van tram 5 en 6 die in verband met werkzaamheden zijn ingekort. De lijn wordt gereden met gelede bussen en stopt in Buitenveldert en Amstelveen op alle haltes. 

## Geschiedenis
Vijf andere stadsbuslijnen werden in het verleden ook als lijn 45 geëxploiteerd. De vijfde en laatste lijn verbond het metrostation Holendrecht via de Bijlmermeer met het station Amsterdam Bijlmer ArenA en werd gereden met bussen uit garage Zuid.

### Lijn 45 I

#### Lijn 13S
Sinds 31 januari 1956 tot 18 oktober 1965 reden onder het lijnnummer 13S extra bussen op tramlijn 13 die in de ochtendspits vertrokken van de rotonde bij de Antony Moddermanstraat en dan tot het Mercatorplein passagiers van lijn 13 opnamen en dan alleen voor uitstappers nog stopte bij de Bilderdijkstraat, Gravenstraat en het Centraalstation. In de middagspits gebeurde het omgekeerde. In de ochtendspits vertrokken tot de komst van lijn 20 op 22 september 1958 enkele ritten vanaf het eindpunt van lijn 21 in Geuzenveld. In de tegenspitsrichting reed een aantal bussen nonstop via de kortste route terug naar het beginpunt.

#### Lijn 45
Op 18 oktober 1965 werd lijn 13S vernummerd in lijn 45 en aan de westzijde verlengd naar Geuzenveld en aan de centrumzijde ingekort tot de Spuistraat. De lijn werd geëxploiteerd vanuit garage West en reed alleen in de spitsrichting, dus in de ochtendspits vanaf Geuzenveld en in de middagspits van de Spuistraat. De lijn begon in de Sam van Houtenstraat waarna een rondje door Geuzenveld werd gereden en verder via de Burgemeester De Vlugtlaan, Jan van Galenstraat en Rozengracht naar de Spuistraat. Vandaar werd verder gereden via het Rokin, de Vijzelstraat en de Stadhouderkade naar de Nassaukade. In de middagspits werd begonnen in de Spuistraat en werd volgens dezelfde route als in de ochtendspits naar de Nassaukade gereden en vandaar naar Geuzenveld. De lijn kende in de ochtendspits een uitstapverbod tot het Bos en Lommerplein en een instapverbod vanaf het Hugo de Grootplein. In de middagspits was dit omgekeerd. De lijn bood in de spits versterking aan de reguliere lijnen 13, 14 en 21.
Behalve een kleine routewijziging in Geuzenveld bleef de route zo tot 24 mei 1974 toen de lijn werd opgeheven. De lijn werd gedeeltelijk vervangen door een verlegde lijn 47.

### Lijn 45 II
De tweede lijn 45 betrof de in mei 1984 naar het GVB teruggekeerde Enhabo spitslijn 94S (ex 4S, ex 37). De lijn reed vanuit garage Noord in combinatie met Enhabo-lijn 94 in de spits tussen Molenwijk, Tuttifruttidorp, het Mosplein en het Stationsplein. In mei 1986 werd de lijn in verband met onvoldoende passagiers opgeheven en de passagiers werden verwezen naar lijn 94.

### Lijn 45 III
De derde lijn 45 was weer een Westlijn en betrof de ritten van spitslijn 48 die nu ook overdag tussen de spitsen ging rijden tussen station Sloterdijk en Station Zuid maar met een afwijkende route via het Surinameplein en de Amstelveenseweg. Een jaar later werden deze ritten onder het lijnnummer 48 gereden en verviel de afwijkende route.

### Lijn 45 IV
De extra spitsritten van lijn 048 (extra) die tussen het hoofdkantoor van de IBM aan de Johan Huizingalaan reden  en station Sloterdijk werden in 1992 vernummerd in lijn 45, wederom een Westlijn. Deze lijn werd op 1 juni 1997 bij de indienststelling van metrolijn 50 samen met de lijnen 43 en 48 opgeheven.

### Lijn 45 V
De vijfde lijn 45 werd ingesteld op 28 mei 2006 in het kader van de optimalisatie van het lijnennet van het GVB. Door de inkorting van de BBA lijnen 120 en 
126 tot station Bijlmer stelde het GVB ter vervanging een nieuwe lijn 45 in van metrostation Holendrecht (terrein AMC) via de Karspeldreef, 's-Gravendijkdreef, Elsrijkdreef, Dolingadreef en de Bijlmerdreef naar station Bijlmer. Behalve de verplaatsing van de standplaats van het terrein van het AMC naar het nieuwe busstation Holendrecht in 2011 heeft er geen wijziging plaatsgevonden.
Op 13 december 2015 werd de lijn opgeheven. De lijn is volgens het GVB de minst gebruikte lijn in Zuidoost en de opheffing wordt gecompenseerd door een hogere frequentie in de spitsuren op lijn 44 en de verlegging van lijn 41 vanaf Kraaiennest via de Karspeldreef naar Holendrecht. Het traject tussen de Bergwijkdreef en de Provincialeweg wordt door het GVB niet meer bediend.